# Ханагский водопад
Ханагский или Хучнинский водопад в России, относящийся к памятникам природы.
Водопад находится в Табасаранском районе Дагестана, на реке Ханагчай, на высоте около 650 м над ур. моря, в 2 км к северо-западу, от районного центра с. Хучни.
Высота водопада около 30 метров, он состоит из двух каскадов. Водопад образует у подножия обрыва небольшое озеро, где в летнее время купаются туристы. Занимаемая площадь рассчитанная по предлагаемым границам: 1,3 га.
Один из самых известных и красивых водопадов Дагестана. Однако, несмотря на свою важность, данный водопад даже не подвергался детальному географическому изучению, а также отсутствует единое узаконенное географическое наименование этого природного объекта.

## Флора и фауна

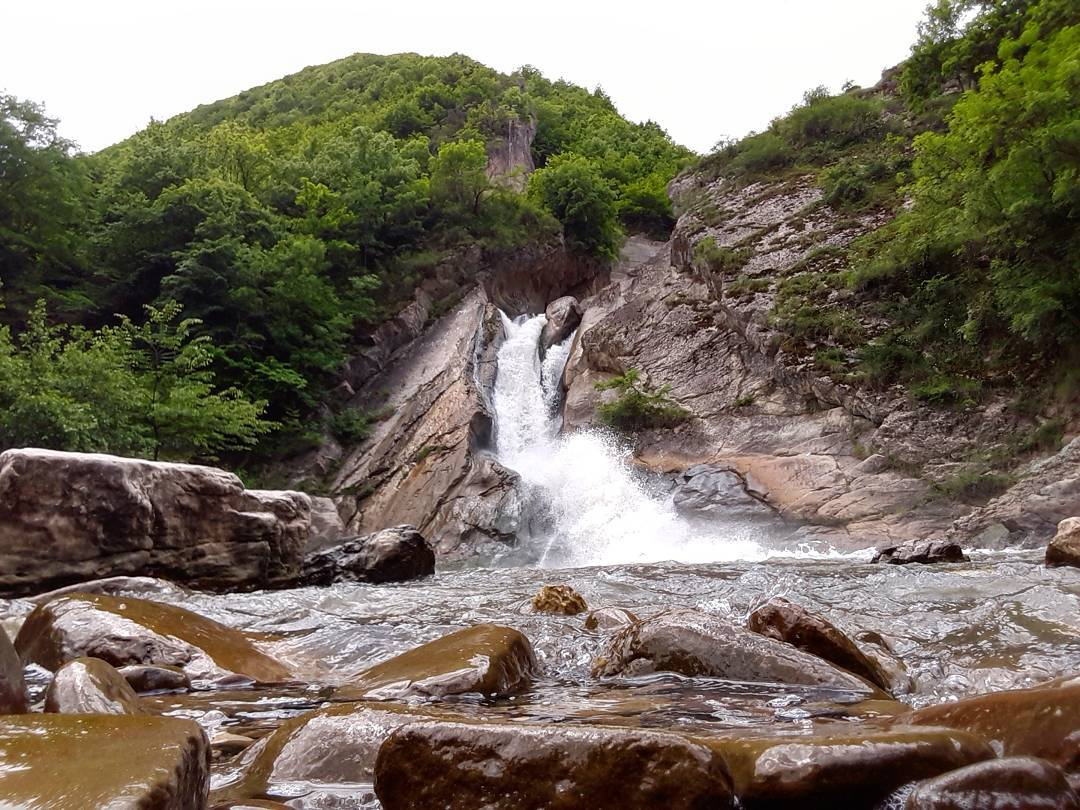
Ханагский водопад. Вид снизу

Из растений и животных, занесенных в Красные книги России и Дагестана, в пределах памятника природы «Ханагский водопад» и в его ближайших окрестностях встречается 1 вид высших растений, 9 видов насекомых, 6 видов птиц и 2 вида млекопитающих.
В непосредственной близости от водопада произрастает офрис оводоносный — вид растений, занесенный в Красные книги России и Дагестана.
Водопад находится в зоне предгорных широколиственных лесов. Наиболее обычными видами деревьев здесь являются граб кавказский, ольха серая, дуб скальный, бук восточный; из кустарников — лещина обыкновенная, боярышник, жимолость грузинская и др. В травяном покрове растут типичные представители лесной флоры, характерные для этой зоны. На скалах у водопада встречаются спирея зверобоелистная, очиток кавказский, некоторые папоротники и злаки.
В прилегающих к водопаду широколиственных лесах из крупных хищных насекомых, живущих на стволах дубов, следует отметить жужелиц-красотелов, например, красотела пахучего из Красной книги России, красотела-инквизитора и другие.
В древесине и под корой развиваются усачи, в том числе очень крупный большой дубовый усач, занесенный в Красную книгу Дагестана. Отмечена характерная для таких лесов крупная чернозлатка чёрная. Под корой и в трухлявой древесине встречаются различные виды пластинчатоусых, чернотелок, стафилин и других жуков. Встречается здесь и редкая и очень красивая кавказская жужелица. Фауна дневных бабочек небогатая. Более интересны ночные виды — совки, бражники и др. Из редких видов отмечена грушевая сатурния, занесенная в Красную книгу Дагестана.

## В массовой культуре
- Одна из сцен художественного фильма «Кавказский пленник» — режиссёра Сергея Бодрова проходит на фоне Ханагского водопада[9]
- Водопад демонстрируется в самом начале клипа под новый гимн Дагестана, снятого при поддержке министерства по молодёжной политике Дагестана.[10][11]
- В 2017 году в Махачкале ведущими дагестанскими архитекторами, скульпторами и дизайнерами был создан макетный парк «Дагестан в миниатюре». Ханагский водопад в числе его миниатюр.[12]